# Святий Ієронім у пустелі (картина Дюрера)
«Святий Ієронім у пустелі» — двостороннє панно, написане олією, німецького художника Альбрехта Дюрера. Картина була створена близько 1496 року і наразі зберігається у Національній галереї Лондона, де експонується з урахуванням її особливостей.

## Історія
Авторство роботи було встановлено у 1957 році. Головним критерієм стала схожість лева з цієї картини та тварини з малюнку з поїздки Альбрехта Дюрера до Венеції, що зараз збурігається у Гамбурзькій картинній галереї. Лев майже напевно намальований із зображень Лева святого Марка.
Картина раніше була в Кембриджському музеї Фіцвільяма, але згодом її придбав Лондонським музеєм.
Образ Святого Ієроніма був досить поширеним у тогочасних картинах. Ймовірними натхенниками для цієї картини були зображеннями Джованні Белліні та інших художників, написаних під впливом Андреа Мантеньї.

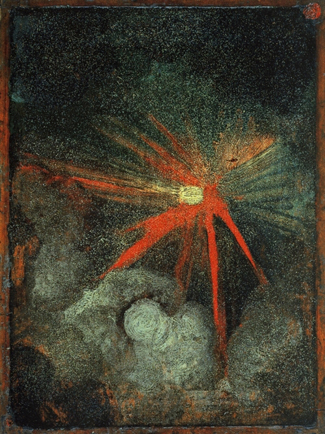
Зворотне зображення панно.

## Опис
Ієронім зображений у своїй відлюдній оселі в оточенні символів з якими його безпосередньо асоціюють: приручений лев, капелюх та кардинальський одяг на землі (що символізує відмову від земних регалій), книга (Ієронім був перекладачем Вульгати), камінь він використовував, щоб вдарити себе, і розп'яття для молитов.
Зображення на фоні картини наповнене характерними для творів північноєвропейських майстрів деталями. У небі маленькі птахи, у нижній частині картини зображений білий метелик, а також тонке відображення кори на стовбурі чи зображення трави. Небо на задньому плані схоже на акварель Дюрера в Ставок у лісі, яка зараз зберігається в Британському музеї.

## Задня панель картини
На звороті цієї картини зображений небесний об'єкт, що може бути метеором, метеоритом чи кометою. Можливо, що натхненням для Альбрехта Дюрера, стало зображення комет у Нюрнберзькій хроніці 1493 року. Однак ці ксилографії відрізняються високою стилізацією і не призначені для репрезентації небесних об'єктів, тоді як зображення Дюрера мають відчуття фактичного спостереження, як і палаюча зірка в загадковій гравюрі Дюрера «Меланхолія», опублікованій у 1514 році.
Якщо на картині дійсно зображено справжній небесний об'єкт, то можливі три варіанти. Першим є комета 1491 року. Д-р Стен Оденвальд заявив, що «це нібито дійшло до 0,0094 АС 1491 р. 20,0 ТТ, але орбіта цієї комети дуже невизначена». Вебсайт NASA погоджується з коментарем Оденвальда щодо орбіти цієї комети. Другим є метеорит Енсгейма. Цей небесний об'єкт запропонувала Урсула Б Марвін («Метеорит Енсісгайма — 1492 до 1992», (1992)) стосовно Меланхолії. Цей об'єкт впав в Ельзасі 7 листопада 1492 року. Третім об'єктом є комета 1493 році, Згадана в хронологічному розділі Едінбургської енциклопедії сера Девіда Брюстера, де сказано, що її "видно до і після проходження його меридіана ".